# Ichneumon xanthorius
Ichneumon xanthorius là một loài tò vò trong họ Ichneumonidae.

## Hình ảnh

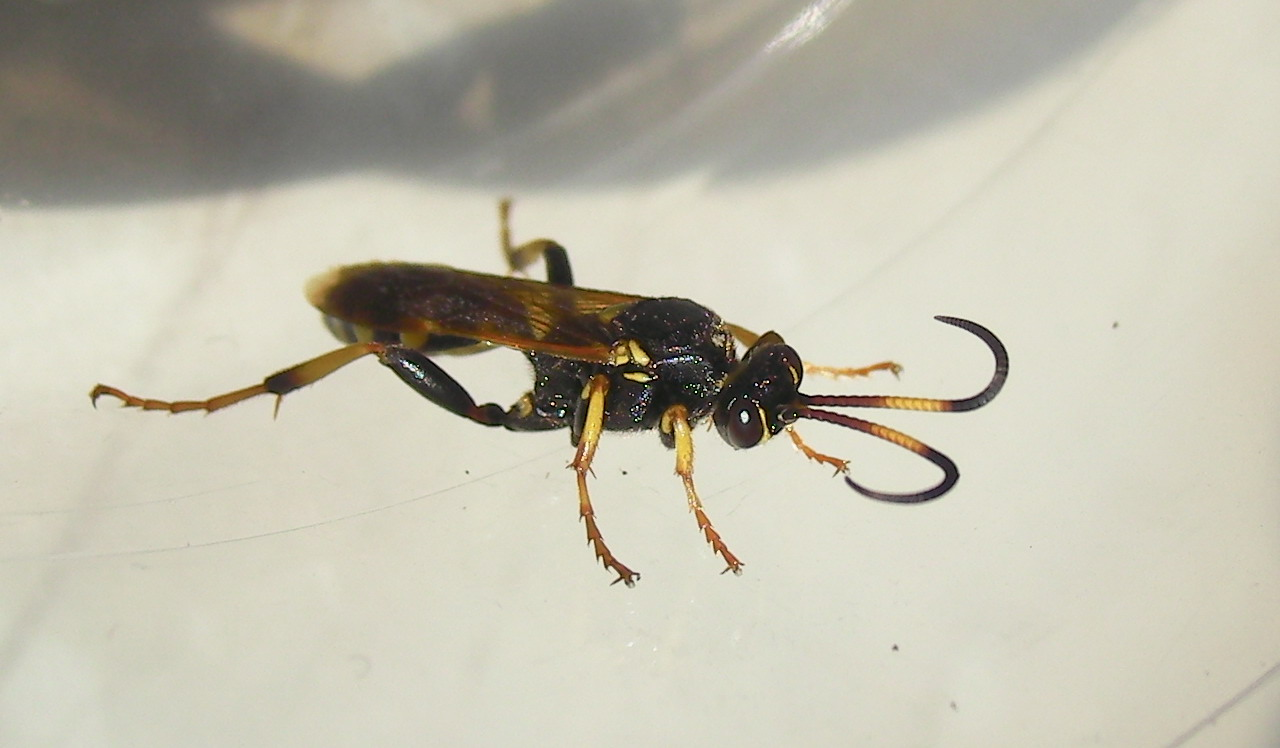
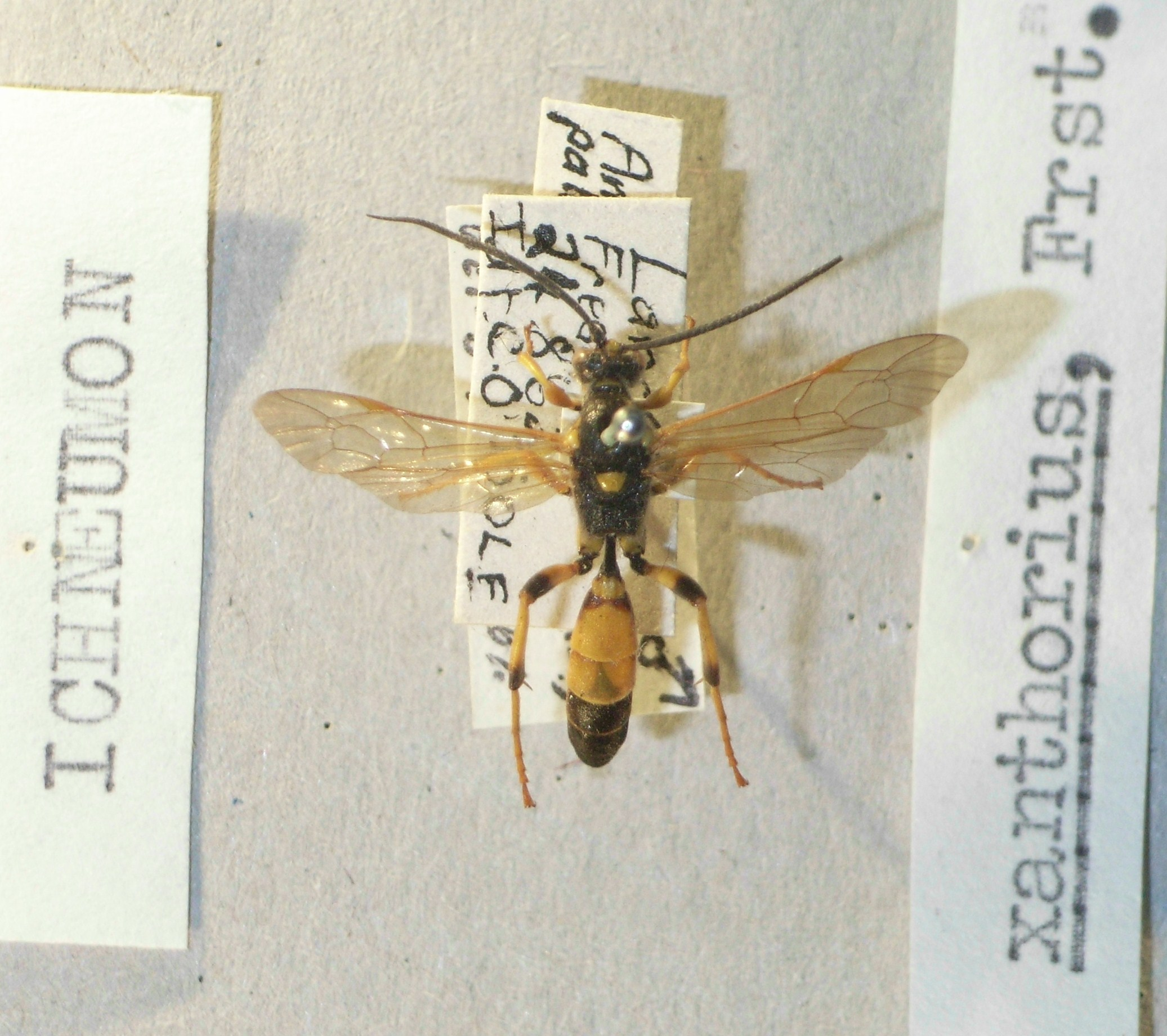